# Dezentralisierung (Politik)
Dezentralisierung bezeichnet Maßnahmen, die darauf ausgerichtet sind, innerhalb zentralistisch und hierarchisch organisierter Staaten die Subsidiarität zu fördern. Dezentralisierungsprozesse können zu föderalen Staatsordnungen führen, wie es zum Beispiel in Belgien geschehen ist.

## Ursachen
Der Begriff "Zentralisierung" wurde in Frankreich 1794 eingeführt, als die Führung des französischen Direktoriums nach der Revolution eine neue Regierungsstruktur schuf. Das Wort "décentralisation" wurde in den 1820er Jahren eingeführt. Innerhalb Europas werden Dezentralisierungsbestrebungen durch die Anforderungen der Europäischen Integration ausgelöst. Da Fördermittel der Europäischen Union regional zugeteilt und verwaltet werden, müssen zumindest administrative Strukturen auf ebendieser regionalen Ebene geschaffen werden.
Als weitere Ursache gilt die Notwendigkeit, auf regionale Identitäten und Befindlichkeiten zu reagieren. Somit kann der Dezentralisierung eine friedenssichernde Funktion innewohnen, indem durch die Verstärkung regionaler Autonomie nationalistischen Bewegungen entgegengewirkt wird.

## Formen
siehe dazu: Gewaltenteilung, Vertikale Ebene
Dezentralisierung tritt in drei Stufen auf. Die administrative Dezentralisierung, auch Dekonzentration, beinhaltet den Übertrag von Verwaltungsaufgaben auf regionale Ebene, während die Entscheidungsbefugnis auf nationaler Ebene verbleibt. Die regional geschaffenen Ebenen sind in dieser Stufe lediglich ausführende Organe der zuständigen zentralen Ministerien. Ein Beispiel dafür sind die 1789/1790 eingerichteten Départements in Frankreich, denen erst ab 1981 eigene Verwaltungsverantwortung übertragen wurde.
Bei der exekutiven Dezentralisierung werden ebenfalls Teile der Verwaltung von der staatlichen an die substaatliche Ebene abgegeben. Die Gebietskörperschaften sind im Gegensatz zur administrativen Dezentralisierung nicht nur die „Verlängerten Arme“ eines Ministeriums, sondern erledigen ihre Aufgaben eigenständig.
In der dritten Stufe, der legislativen Dezentralisierung, überträgt die Legislative auf Staatsebene Gesetzgebungskompetenzen auf ein regionales Parlament. Während im Föderalismus die Zuständigkeitsvermutung – das heißt, die prinzipielle Zuständigkeit für die Gesetzgebung – grundsätzlich subnational angesiedelt ist, verbleibt sie bei Staaten, die die Dezentralisierung vorantreiben, auf nationaler Ebene.